# Ronde van Lombardije 1931
De Ronde van Lombardije 1931 was de 27e editie van deze eendaagse Italiaanse wielerwedstrijd, en werd verreden op zondag 25 oktober 1931. Het parcours leidde van Milaan naar Milaan en ging over een afstand van 234 kilometer. De Italiaan Alfredo Binda won door middel van een solo van 96 kilometer zijn vierde Ronde van Lombardije. Met deze overwinning verbeterde hij het record aantal overwinningen van zijn landgenoten Gaetano Belloni en Costante Girardengo de Fransman Henri Pélissier.

## Uitslag
| Ronde van Lombardije 1931 |                   |                    |          |
| Plaats                    | Naam              | Ploeg              | Tijd     |
| Winnaar                   | Alfredo Binda     | Legnano-Hutchinson | 8u29'00" |
| 2                         | Michele Mara      | Bianchi-Pirelli    | +18'33"  |
| 3                         | Giovanni Firpo    | Gloria-Hutchinson  | z.t.     |
| 4                         | Luigi Marchisio   | Legnano-Hutchinson | z.t.     |
| 5                         | Alfredo Bovet     | Bianchi-Pirelli    | z.t.     |
| 6                         | Allegro Grandi    | Bianchi-Pirelli    | z.t.     |
| 7                         | Agostino Bellandi |                    | +24'00"  |
| 8                         | Guglielmo Marin   | Touring-Pirelli    | +25'30"  |
| 9                         | Theo Heimann      |                    | z.t.     |
| 10                        | Alfredo Bovet     |                    | +30'00"  |

1905 · 1906 · 1907 · 1908 · 1909 · 1910 · 1911 · 1912 · 1913 · 1914 · 1915 · 1916 · 1917 · 1918 · 1919 · 1920 · 1921 · 1922 · 1923 · 1924 · 1925 · 1926 · 1927 · 1928 · 1929 · 1930 · 1931 · 1932 · 1933 · 1934 · 1935 · 1936 · 1937 · 1938 · 1939 · 1940 · 1941 · 1942 · 1943 · 1944 · 1945 · 1946 · 1947 · 1948 · 1949 · 1950 · 1951 · 1952 · 1953 · 1954 · 1955 · 1956 · 1957 · 1958 · 1959 · 1960 · 1961 · 1962 · 1963 · 1964 · 1965 · 1966 · 1967 · 1968 · 1969 · 1970 · 1971 · 1972 · 1973 · 1974 · 1975 · 1976 · 1977 · 1978 · 1979 · 1980 · 1981 · 1982 · 1983 · 1984 · 1985 · 1986 · 1987 · 1988 · 1989 · 1990 · 1991 · 1992 · 1993 · 1994 · 1995 · 1996 · 1997 · 1998 · 1999 · 2000 · 2001 · 2002 · 2003 · 2004 · 2005 · 2006 · 2007 · 2008 · 2009 · 2010 · 2011 · 2012 · 2013 · 2014 · 2015 · 2016 · 2017 · 2018 · 2019 · 2020 · 2021 · 2022 · 2023 · 2024 · 2025